# Killing Gunther
Killing Gunther è un film del 2017 scritto, diretto ed interpretato da Taran Killam, al debutto come regista.

## Trama
Un gruppo di assassini è stanco di competere con il più grande killer del mondo: il famoso Gunther. Decidono così di unire le loro forze per eliminarlo ma la missione è tutt'altro che facile.

## Produzione
Il titolo iniziale del film era Why We're Killing Gunther.
Le riprese del film iniziano a Vancouver nel luglio 2016.

## Promozione
Il primo trailer del film viene diffuso il 29 agosto 2017.

## Distribuzione
Il film è stato distribuito nelle sale cinematografiche statunitensi a partire dal 20 ottobre 2017.

### Divieti
La pellicola è stata vietata negli Stati Uniti ai minori di 17 anni non accompagnati da adulti per la presenza di "violenza, materiale sessuale e linguaggio non adatto".